# Sherlock Holmes - Teroare în noapte
Sherlock Holmes - Teroare în noapte  (în engleză Terror by Night) este un film de mister din 1946 regizat de Roy William Neill, cu Basil Rathbone în rolul lui Sherlock Holmes și Nigel Bruce ca Dr. Watson, al 13-lea din cele paisprezece astfel de filme în care a fost implicată perechea de actori.
Scenariul filmului este în cea mai mare parte a sa original și nu este bazat pe scrierile lui Arthur Conan Doyle, dar unele elemente minore ale scenariului sunt influențate de povestirile sale "The Adventure of the Blue Carbuncle," "The Adventure of the Empty House," "The Disappearance of Lady Frances Carfax" și The Sign of Four.
Este unul din cele patru filme ale seriei care sunt în domeniul public.

## Prezentare
La Londra, Vivian Vedder (Renee Godfrey) verifică dacă un tâmplar a terminat un sicriu pentru mama sa recent decedată, pentru a-o duce în Scoția cu trenul. Se urcă în tren în acea seară, la fel ca și Lady Margaret Carstairs (Mary Forbes), care deține și transportă celebrul diamant Steaua Rhodesiei; fiul lui Lady Margaret, Roland (Geoffrey Steele); Sherlock Holmes, pe care Roland l-a angajat să protejeze diamantul; Inspectorul Lestrade (Dennis Hoey), care este și el îngrijorat de siguranța diamantului; și Dr. Watson și prietenul lui Watson, maiorul Duncan-Bleek (Alan Mowbray). Holmes examinează pe scurt diamantul.
La scurt timp după aceea, Roland este ucis, iar diamantul pare să fi fost furat. Lestrade, Holmes și Watson nu află nimic concludent când îi interoghează pe ceilalți pasageri. La un moment dat în timpul anchetei, Watson crede că un cuplu în vârstă este vinovat de crimă, dar singura crimă pe care au comis-o este furtul unui ceainic dintr-un hotel. În timp ce caută prin tren, Holmes este împins afară din tren, fiind la un pas de moarte, dar se urcă înapoi în vagonul de zi și descoperă un compartiment secret în sicriul în care se afla mama domnișoarei Vedder. El bănuiește că unul dintre oamenii din tren este celebrul hoț de bijuterii, colonelul Sebastian Moran.
După alte întrebări, domnișoara Vedder recunoaște că un bărbat a plătit-o pentru a transporta sicriul. În timp ce Watson și Duncan-Bleek se alătură grupului, Holmes dezvăluie că a schimbat diamantul cu o imitație în timp ce îl examina.  Aparent, Lestrade intră în posesia diamantului adevărat.
În compartimentul de bagaje, Holmes și Watson găsesc un paznic de tren ucis cu o săgetă otrăvită. Între timp, un criminal pe nume Sands (Skelton Knaggs) îl lasă fără cunoștință pe șeful trenului. Sands a stat ascuns în interiorul sicriului și este omul lui Duncan-Bleek, iar Duncan-Bleek este, de fapt, colonelul Moran. Sands și Moran se duc în compartimentul lui Lestrade, unde Sands îl lasă pe Lestrade inconștient și îi fură diamantul; dar Moran îl ucide pe Sands, împușcându-l cu același pistol cu săgeți pe care l-a folosit pentru a-i ucide pe Roland și pe paznicul de tren.
Trenul face o oprire neașteptată pentru ca mai mulți polițiști scoțieni să se urce la bord, aceștia sunt conduși de presupusul inspector McDonald (Boyd Davis). Holmes îl informează pe McDonald că Duncan-Bleek este într-adevăr Moran, iar McDonald îl arestează pe Moran și găsește diamantul în vesta lui, dar Moran ia pistolul unui polițist și trage semnalul de alarmă pentru a opri trenul. În timpul unei bătăi în care luminile sunt stinse, Holmes îl prinde și îl încătușează pe Moran, apoi îl ascunde în secret sub o masă. Când luminile sunt aprinse din nou, ofițerii părăsesc trenul cu Lestrade, haina acoperindu-i fața, aceștia crezând că este Moran. După ce trenul pleacă, Lestrade îi prinde pe hoți în gară, iar Holmes le dezvăluie lui Watson și Moran că l-a recunoscut pe falsul McDonald ca un impostor și a recuperat diamantul de la el în timpul luptei.

## Distribuție
- Basil Rathbone - Sherlock Holmes
- Nigel Bruce - Dr. Watson

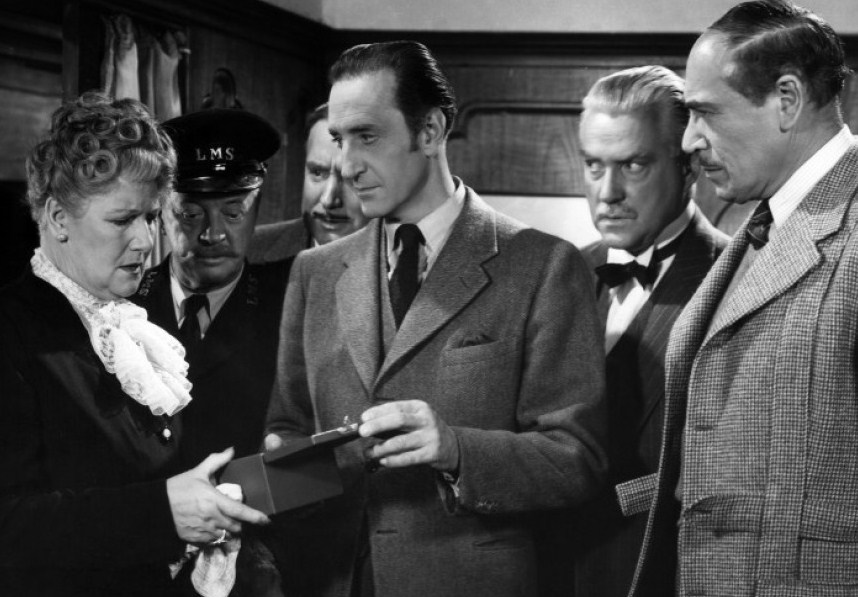
Mary Forbes, Billy Bevan, Alan Mowbray, Basil Rathbone, Nigel Bruce și Dennis Hoey, în Terror by Night

- Alan Mowbray - Major Duncan-Bleek/Colonel Sebastian Moran
- Dennis Hoey - Inspector Lestrade
- Renee Godfrey - Vivian Vedder
- Frederick Worlock - Profesor Kilbane
- Mary Forbes - Lady Margaret Carstairs
- Skelton Knaggs - Sands
- Billy Bevan - Ticket Collector
- Geoffrey Steele - The Honourable Roland Carstairs
- Harry Cording - Mock the coffin maker